# ويل ديفيس (لاعب كرة قدم أمريكية)
ويل ديفيس (بالإنجليزية: Will Davis)‏ هو لاعب كرة قدم أمريكية أمريكي، ولد في 8 مايو 1990 في سبوكين في الولايات المتحدة.

## وصلات خارجية
- ويل ديفيس على موقع مرجع كرة القدم المحترفة.كوم (الإنجليزية)